# Schuddebeursche Watermolen
De Schuddebeursche Watermolen was een poldermolen die zich bevond in de Schuddebeurspolder ten westen van Lage Zwaluwe. Het was een van de grootste poldermolens van Nederland.

## Geschiedenis
De ronde stenen molen van het type grondzeiler werd gebouwd in 1794 en sloeg water uit op de Amer. Tot 1925 was er tevens een stoomgemaal dat het bemalen moest verzorgen als er geen wind was. Van 1925-1942 was er een dieselgemaal. Omstreeks 1960 werd het elektrisch Gemaal Schuddebeurs gebouwd.
De molen werd gerestaureerd in 1943, maar toen de geallieerden vanuit het zuiden oprukten werden door de bezetter antitankmuren gebouwd, waarvoor concentratiekampgevangenen werden ingezet. Deze sliepen met honderden op de vier zolders van de molen. Ook werd de molen als uitkijkpost gebruikt.
Toen de bevrijders oprukten werd er veel over en weer geschoten en op 8 november 1944 werd de molen zwaar beschadigd. De sporen van granaatinslagen en dergelijke zijn nog steeds aan de molen te zien.
Na de bevrijding werd de romp hersteld, maar de wieken werden nooit meer herplaatst. Nog een aantal jaren diende de romp als onderkomen voor de BB. De kap werd gesloopt en omstreeks 1960 vond nog een laatste onderhoudsbeurt plaats, waarna de molen ten prooi viel aan verwaarlozing.
In 1997 brak het houten fundament, waardoor de molenromp scheef ging staan: hij staat nu 8° uit het lood, wat schever is dan de Toren van Pisa. De instabiliteit werd waarschijnlijk veroorzaakt door instorting van de watergang die onder de molen door liep.
Er worden initiatieven ontplooid om de molenromp voor verder verval te behoeden.